# Samoa
Samoa (phiên âm tiếng Việt: Sa-moa), tên chính thức Nhà nước Độc lập Samoa (tiếng Samoa: Malo Tutoatasi o Samoa) là một quốc gia nằm ở phía Tây Quần đảo Samoa, thuộc Nam Thái Bình Dương. Cũng giống như những người láng giềng Fiji, Tonga, cư dân sinh sống nơi đây có nguồn gốc là người Polynesia di cư cách đây 3500 năm trước.
Trải qua nhiều thời kỳ, quần đảo này có các tên gọi khác nhau (do bị chia cắt):
- Samoa: 1900 - 1919
- Tây Samoa: 1914 - 1997

Ngày 15 tháng 12 năm 1976, đảo quốc Samoa chính thức được Liên Hợp Quốc công nhận chủ quyền.

## Lịch sử
Theo các nhà khoa học, quần đảo Samoa, cũng như các đảo Fiji và Tonga, có dân cư đến sinh sống từ thế kỷ V TCN trong quá trình di cư của các đại diện của văn hóa khảo cổ Lapita từ quần đảo Bismarck, nằm ở Tây Melanesia. Quần đảo Samoa là một trong các trung tâm hình thành văn hóa Polynesia. Từ Samoa đã diễn ra quá trình khai thác các đảo và đảo san hô vòng của khu vực Trung Thái Bình Dương. Người Polynesia, có thể từ Tonga đến, là những cư dân đầu tiên ở quần đảo Samoa khoảng năm 1000 TCN.
Quần đảo Samoa do nhà thám hiểm Hà Lan Roggeveen phát hiện năm 1722, trở thành thuộc địa của Đức năm 1880. Đến cuối thế kỉ XIX, những xung đột về quyền lợi giữa Hoa Kỳ, Anh và Đức dẫn đến Hiệp ước 1899, qua đó thừa nhận quyền lợi của Hoa Kỳ gồm các đảo cách 171 kinh độ Tây về phía Tây (Đông Samoa) và quyền lợi của Đức ở các đảo còn lại (Tây Samoa). Sau Chiến tranh thế giới thứ I, Tây Samoa đặt dưới sự ủy trị của New Zealand năm 1920.
Tây Samoa trở thành quốc gia độc lập sau cuộc trưng cầu ý dân được tổ chức tại Liên Hợp Quốc năm 1962, thành viên của Khối Liên hiệp Anh năm 1970. Nhà vua Malietoa Tanumafili II phản đối quy chế lãnh thổ của Hoa Kỳ và yêu cầu thống nhất vùng Đông Samoa vào lãnh thổ quốc gia. Tây Samoa gia nhập Liên Hợp Quốc năm 1976 và đổi tên thành Samoa năm 1997. Năm 2002, Thủ tướng New Zealand xin lỗi người dân Samoa vì những đối xử bất công dưới thời New Zealand cai trị.
Vào cuối tháng 12 năm 2011, Samoa đã thay đổi múi giờ từ UTC-11:00 sang UTC+13:00, nhảy về phía trước một ngày, bỏ qua ngày 30 tháng 12 so với lịch địa phương. Điều này cũng có tác dụng thay đổi hình dạng của Đường đổi ngày quốc tế, di chuyển đường về phía đông lãnh thổ. Sự thay đổi này nhằm giúp quốc gia thúc đẩy nền kinh tế của mình trong việc kinh doanh với Úc và New Zealand. Trước khi có sự thay đổi này, Samoa đã đi sau Sydney 21 tiếng, nhưng sự thay đổi này có nghĩa là giờ đã đi trước 3 giờ. Múi giờ trước đó, được thực hiện vào ngày 4 tháng 7 năm 1892, hoạt động theo các thương nhân Mỹ có trụ sở tại California.

## Chính trị

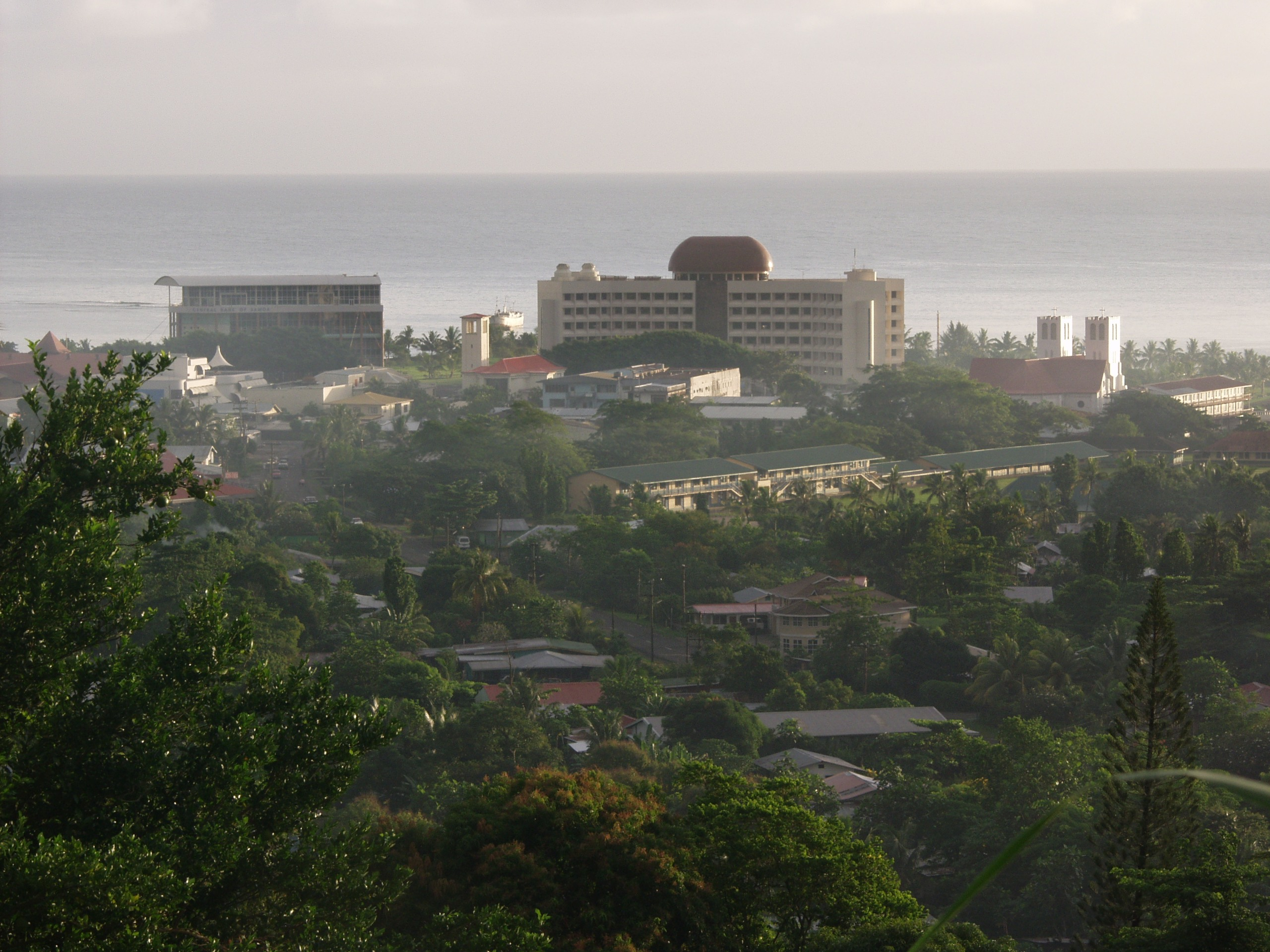
Tòa nhà chính phủ ở thủ đô Apia.

Trước kia Samoa theo chế độ quân chủ. Hiến pháp Samoa năm 1962 quy định khi nào nhà vua hiện tại là Malietoa Tanumafili II qua đời chế độ quân chủ sẽ được bãi bỏ. Và ngày nay Samoa là quốc gia theo chính thể cộng hòa nghị viện.
Đứng đầu nhà nước là Tổng thống. Đứng đầu chính phủ là Thủ tướng. Tổng thống do Quốc hội bầu, nhiệm kì 5 năm; Thủ tướng do Tổng thống bổ nhiệm với sự phê chuần của Quốc hội Cơ quan lập pháp là Quốc hội gồm 49 thành viên, trong đó 47 thành viên do người Samoa bầu. 2 thành viên là do người không thuộc sắc tộc Samoa bầu, nhiệm kì 5 năm. Cơ quan tư pháp hiện tại của Samoa là Tòa án Tối cao Samoa và Tòa Thượng thẩm Samoa.
Các đảng phái chính của Samoa gồm có: Đảng Bảo vệ quyền lợi nhân dân (HRPP) hiện là đảng cầm quyền, Đảng Phát triển dân tộc Samoa (SNDP), Đảng Bảo thủ tiến bộ Samoa, Đảng Toàn dân Samoa (SAPPO) và các đảng đảng nhỏ khác.

## Hành chính
Samoa được chia thành 11 quận là: Aana, Aiga-i-le-Tai, Atua, Fa'asaleleaga, Gagaemauga, Gagaifomauga, Palauli, Satupaitea, Tuamasaga, Vaa-o-Fonoti, Vaisigano.

## Địa lý

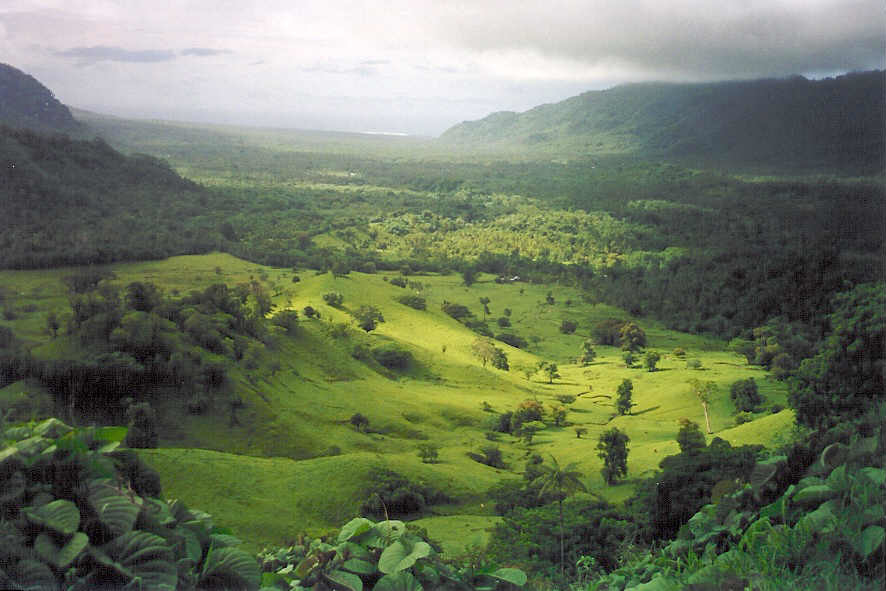
Thung lũng Falefa Mafa Pass, phía đông đảo Upolu.

Samoa nằm ở phía Tây quần đảo Polynesia, cách New Zealand 2.740 km về phía Đông Bắc và cách Fiji 720 km cũng về phía Đông Bắc. Gồm 9 đảo lớn nhỏ, trong đó Upolu và Savai'i (Savaii) là 2 đảo chính. Địa hình gồm dải đồng bằng hẹp bao quanh vùng núi lửa và các vùng núi sâu trong nội địa có rừng bao phủ. Các đảo này được xếp vào những đảo đẹp nhất ở Nam Thái Bình Dương nhờ những núi lửa, những hang động, những thác nước và những bãi biển trồng dừa sum sê.

## Kinh tế
Tây Samoa là nước đang phát triển, nông nghiệp là ngành chủ yếu (chiếm 50% GDP). Kinh tế phụ thuộc nhiều vào viện trợ nước ngoài, sản phẩm xuất khẩu chủ yếu là sản phẩm nông nghiệp, cùi dừa, cô ca, chuối, cao su... Các bạn hàng chủ yếu là New Zealand, Úc, Đức, Mỹ. Hiện tại Samoa có tốc độ phát triển kinh tế cao nhất trong các nước đảo nhỏ ở khu vực Nam Thái Bình Dương; thu nhập bình quân đầu người hơn 5.000 USD/năm.
Nông nghiệp sử dụng khoảng 2/3 lực lượng lao động và chiếm 43,5% diện tích đất trồng. Nông sản chủ yếu gồm chuối, khoai sọ, dừa, cam, quýt, lạc và ca cao. Ngoài các ngành chăn nuôi (bò, heo), đánh bắt cá biển, khai thác gỗ, ngành du lịch cũng mang lại nguồn thu nhập đáng kể, hơn 70.000 du khách đến Samoa năm 1996. Công nghiệp chiếm 24,3% GDP và 3,6% lao động. Thương mại - tài chính - dịch vụ chiếm 58,5% GDP và 31,5% lao động.

## Tôn giáo
Tôn giáo tại Samoa (2016)

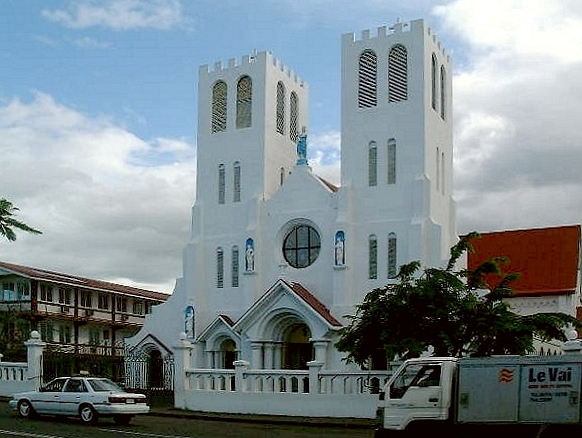
Nhà thờ Đức Mẹ Maria Vô Nhiễm Nguyên Tội của Giáo hội Công giáo Samoa.

Có sự tương đồng giữa niềm tin Thượng đế tạo dựng của Thiên Chúa giáo và truyền thuyết người Samoa và lời tiên tri của Nafanua, vị nữ thần chiến tranh thời danh Samoa rằng: "một tôn giáo mới sẽ nảy sinh tại các đảo", nên người Samoa hoàn toàn dễ dàng chấp nhận sứ điệp của Kitô giáo.
Qua các xung đột với người da trắng, người dân bản xứ nghiệm ra rằng Thiên Chúa của người da trắng có sức mạnh và đại lượng hơn các vị thần linh người Samoa. Do vậy việc gia nhập Kitô giáo của người Samoa không gặp khó khăn khi truyền giáo cho họ.
Tin Mừng Kitô giáo được rao giảng và chấp nhận cách phổ quát đến với toàn dân Samoa trên các đảo. Hiện nay Thiên Chúa giáo là một phần không thể thiếu trong cuộc chính của người Samoa.
Cùng với đức tin, người Samoa cũng coi trọng nền giáo dục Tây Âu cho con cháu họ. Các trường học được dân chúng địa phương hứng khởi ghi tên cho con cái theo học.
Ảnh hưởng của phương Tây cũng làm thay đổi phần nào tục lệ của người Samoa. Nhà truyền giáo Tin Lành, mục sư John Williams, hơn 100 năm trước khi đến đây truyền giáo sau một thời gian có viết bài tường thuật rằng: "Ở đây, các tù trưởng bộ lạc có 6, 7 hay 10 vợ là thường, nhưng dần dần, các tù trưởng thế giá chỉ giữ lại 3 vợ mà thôi".
Trẻ em người Samoa được dậy rằng: "Con đường để có được quyền lực là con đường phục vụ". Do vậy việc cha mẹ người Samoa ra sức ép con cái làm việc trong gia đình, làm việc cho làng xóm và dấn thân cho nhà thờ. Đôi khi các em phải làm việc không ngưng nghỉ, nên giới trẻ không còn giờ nghỉ ngơi.
Thống kê gần đây cho thấy số tín hữu Kitô giáo phân chia theo các giáo hội khác nhau như Mormon 25,8%; Đại giáo đoàn 24,6%; Công giáo Rôma 21,3%; Phong trào Giám Lý 12,2%.

## Dân cư

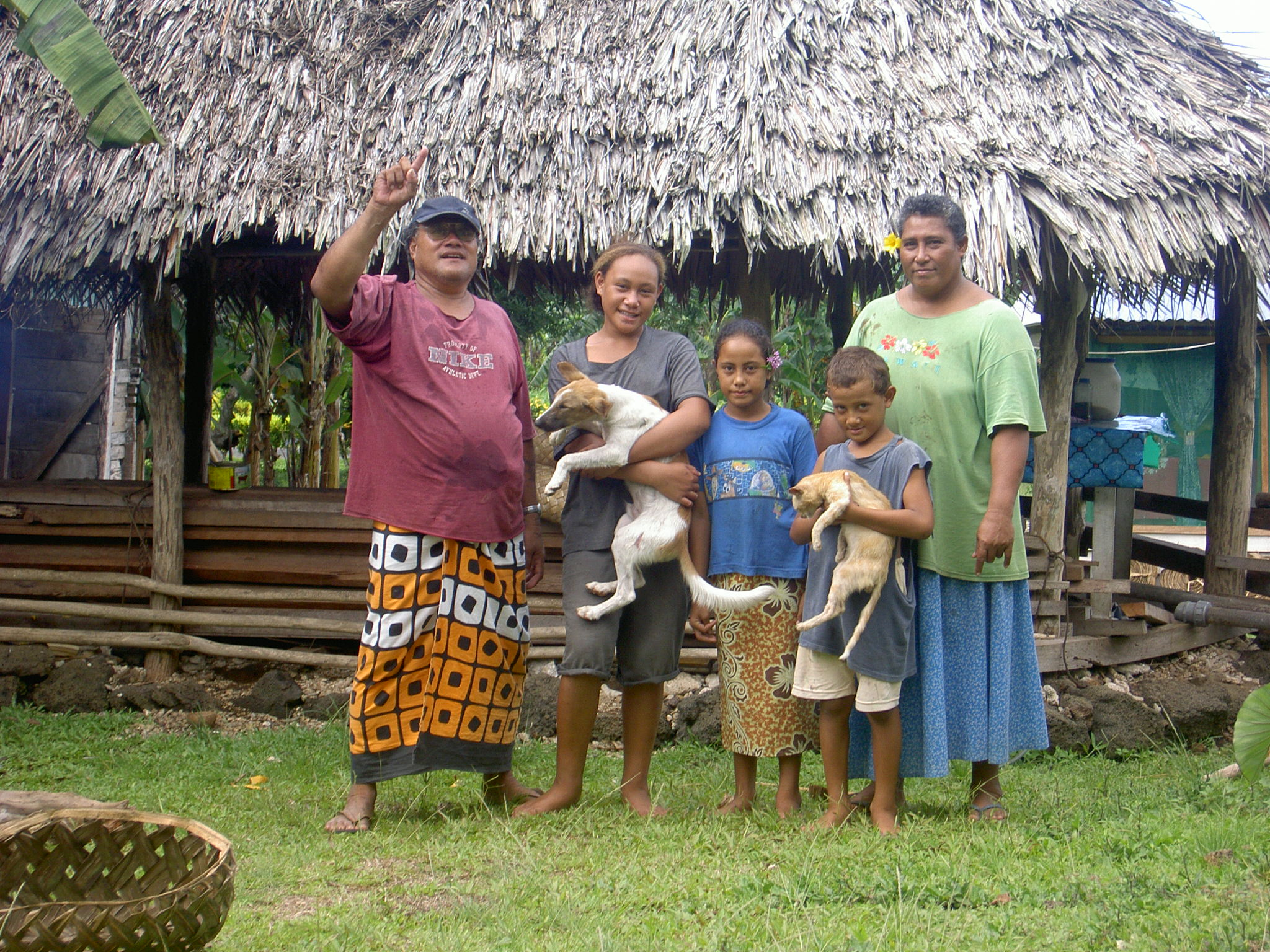
Một gia đình người Samoa.

Dân số Samoa hiện nay khoảng 214,265 người; chủ yếu là người Samoa (92,6%); người lai châu Âu và các sắc tộc Polinesia khác 7%; người châu Âu 0,4%. Ngôn ngữ chính thức là tiếng Samoa và tiếng Anh.